# ハナミ高原
ハナミ高原（英: Hanami Planum）は、準惑星ケレスに存在する全長555 knの広大な高原である。
ハナミ高原は、赤道を跨ぎ北緯46.5度東経263度から南緯14.5東経204度にかけて広がる巨大な高原である。高原内には、ドーン探査機により発見された明るい光点のうち、最も明るい点を持つオッカトルクレーターが位置する。
ハナミ高原の名称は2016年に名付けられた。ケレスの地名は農耕や豊穣に因んで名づけられており、ハナミ高原の名称も日本の花見に由来している。